# Tajny Detektyw – Ilustrowany Tygodnik Kryminalno-Sądowy
Tajny Detektyw. Ilustrowany Tygodnik Kryminalno-Sądowy – polski tygodnik brukowy, opisujący zbrodnie i skandale obyczajowe, wydawany w latach 1931−1934 przez Mariana Dąbrowskiego w Krakowie.

## Historia
W każdym numerze czasopismo publikowało kilka do kilkunastu reportaży dotyczących spraw kryminalnych prowadzonych przez polski wymiar sprawiedliwości, opisanych sugestywnym, niestroniącym od opisów okrucieństw językiem. Reportaże dotyczyły zarówno świata przestępczego, jak i historii z życia wyższych sfer. Artykuły były pisane w oparciu o relacje świadków i akta śledztw. Każdemu artykułowi towarzyszyły liczne zdjęcia, w tym portrety przestępców, fotografie z wizji lokalnej, zdjęcia narzędzi zbrodni, zdjęcia ofiar morderstw, wypadków i samobójstw.
Czasopismo było bardzo dochodowe, zostało jednak zamknięte z powodu oburzenia społecznego i nacisków na wydawcę, któremu zarzucano, że publikacje tygodnika miały mieć zły wpływ na młodzież. Epatowanie okrucieństwem i rzekomy półpornograficzny charakter pisma spowodowały ostrą krytykę ze strony Kościoła, prawicy i Policji Państwowej. Czasopismu zarzucano inspirowanie niektórych osób do popełniania zbrodni, a szczegółowy opis narzędzi wykorzystywanych w fałszerstwach pieniędzy, włamaniach i napadach uznawano za instruktaż dla przyszłych przestępców. Przy złodziejach miały być znajdowane egzemplarze Tajnego Detektywa. Ponadto relacjonowanie na bieżąco przebiegu śledztwa niejednokrotnie umożliwiło przestępcom tuszowanie śladów.
Dąbrowski zamknął czasopismo, gdy do inspirowania się tygodnikiem przyznali się oskarżeni w procesie o zabójstwo.

## Literatura dodatkowa
- Aleksandra Matykiewicz: "Tajny Detektyw" (1931-1934) : brukowy tygodnik koncernu "Ilustrowanego Kuriera Codziennego". Rocznik Historii Prasy Polskiej, Tom 7, Numer 1 (13) (2004) s. 21-37.